# Junior (aardappel)
Junior is een zeer vroege aardappel en een snelle groeier. Het ras geeft al vroeg een hoge opbrengst. De knollen zijn lang, ovaal en geel van kleur. Het is een vrij vaste, lichtgele vlezige aardappel die eind juni al goed van smaak is. De Junior is prima geschikt om te koken en te bakken en zeer goed te gebruiken voor frites.

## Teelgrondeisen
Het ras is geschikt voor zand- en kleigrond, maar is geen aardappel voor winteropslag.

## Ziektebescherming
De phytophthoraresistentie in het loof is redelijk en in de knol vrij goed. Is resistent tegen aardappelmoeheid (type A).